# Gemeenschaps- en gewestregeringen
Gemeenschaps- en gewestregeringen zijn de regeringen van de gemeenschappen en gewesten (oftewel de deelstaten) van België.

## Aantal regeringen
Elk van de drie gemeenschappen en elk van de drie gewesten heeft in principe zijn eigen regering, om de decreten of ordonnanties van hun respectieve parlementen uit te voeren. In totaal zijn er echter slechts vijf organen:
- Vlaamse regering (fusie van gemeenschaps- en gewestbevoegdheden): 10 leden
- Waalse regering: 9 leden
- Franse Gemeenschapsregering: 6 leden
- Brusselse regering: 8 leden
- Regering van de Duitstalige Gemeenschap: 4 leden

De regeling voor deze regeringen is gelijklopend en is voornamelijk terug te vinden in de Bijzondere Wet tot Hervorming der Instellingen. Een aantal elementen met betrekking tot de regeringen kunnen echter per deelstaat gewijzigd worden in uitvoering van de constitutieve autonomie.
Samen met de 21 leden van de federale regering, telt België dus in totaal 58 uitvoerende regeringsmandaten.

## Aanduiding van de regeringen
Na de verkiezingen voor de deelstaatparlementen neemt de leider van de grootste partij de taak van formateur op zich. Wanneer hij erin slaagt een regering op de been te brengen, wordt deze voorgelegd aan het parlement. Het is het parlement die de ministers zal kiezen. Die ministers moeten niet noodzakelijk lid zijn van het betrokken parlement. Vervolgens leggen de ministers de eed af in handen van de parlementsvoorzitter. De ministers duiden in hun midden een voorzitter (minister-president) aan, meestal de voormalige formateur, die ook de eed aflegt bij de Koning.
Om minister te kunnen worden moet men voldoen aan de volgende voorwaarden:
- Belg zijn
- het genot hebben van de burgerlijke en politieke rechten
- 21 jaar zijn
- woonplaats hebben binnen de betrokken deelstaat
- niet uitgesloten of geschorst zijn.

Art. 11 van de Grondwet verplicht dat de ministers niet allemaal van hetzelfde geslacht mogen zijn.
Wanneer men minister is kan men een aantal ambten niet tegelijkertijd uitoefenen:
- lid van de federale regering. Wel is het mogelijk om tegelijk lid te zijn van de Vlaamse regering en de Brusselse regering, van de Franse Gemeenschapsregering en de Brusselse regering of de Franse Gemeenschapsregering en de Waalse regering.
- lid van de Kamer van volksvertegenwoordigers
- senator
- provinciegouverneur, gouverneur, vicegouverneur, adjunct van de gouverneur, provincieraadslid, provinciegriffier
- arrondissementscommissaris
- een ambt van de rechterlijke orde;
- staatsraad, assessor van de afdeling wetgeving of lid van het auditoraat, van het coördinatiebureau of van de griffie van de Raad van State
- rechter, referendaris of griffier in het Arbitragehof
- lid van het Rekenhof
- militair in actieve dienst
- lid van het personeel dat rechtstreeks onder het gezag staat van de betrokken Regering

## Onschendbaarheid en strafrechtelijke onverantwoordelijkheid
Net zoals de federale ministers kan een minister van een Gemeenschaps- of Gewestregering niet vervolgd worden naar aanleiding van een mening of een stem die hij heeft uitgebracht in de uitoefening van zijn ambt (art. 124 GW).  Ook voor de strafrechtelijke verantwoordelijkheid gelden analoge regels met die voor de federale ministers.

## Statuut
De regeringen bepalen zelf het financieel en sociaal statuut van hun leden.  Hun vergoeding mag echter niet hoger zijn dan die van de parlementsleden van het betrokken parlement.

## Werking
De regering beraadslaagt collegiaal en besluit bij consensus.  Individuele ministers kunnen enkel geldige besluiten nemen wanneer hiervoor een delegatiebesluit is getroffen door de gehele regering.

## Legislatuurregering
De regering collectief en elke minister individueel zijn politiek verantwoordelijk voor het door hen gevoerde beleid ten aanzien van het parlement.  Zij hebben dus het recht om het woord te nemen in het parlement om hun beleid te verdedigen en het parlement kan hun aanwezigheid eisen. Om de regering te controleren, kunnen vragen gesteld worden en parlementaire onderzoekscommissies ingesteld worden.
De regering is in principe echter aangesteld voor de volledige legislatuur van 5 jaar.  Zij kan door het parlement enkel weggestemd worden door middel van een constructieve motie van wantrouwen (of analoog een constructieve weigering van het vertrouwen). De regering kan ook vrijwillig vroeger ontslag nemen.  Vervroegde verkiezingen zijn echter niet mogelijk.

## Taken
De regering maakt deel uit van de wetgevende macht: ze heeft initiatiefrecht, amenderingsrecht en moet de decreten of ordonnanties bekrachtigen en afkondigen.  Daarnaast heeft de regering ook de bevoegdheid deze wetgeving uit te voeren door middel van besluiten.
Ze vertegenwoordigt de deelstaat in het overlegcomité, op het internationale vlak, in gerechtelijke procedures.